# Daga (Insel)
Daga (amharisch ደጋ ደሴት Dägä Däset) ist eine Insel im Süden des Tanasees in Äthiopien, nur einen knappen Kilometer südöstlich der sehr viel größeren Insel Dek gelegen. Die 0,5 km² große Insel erreicht an ihrem höchsten Punkt 100 m über dem Seespiegel. Auf der für Frauen nicht zugänglichen Insel leben etwa 200 Mönche in dem Kloster Daga Estifanos („St. Stefan von Daga“), die auch das Halten von Nutztieren ablehnen. In dem Kloster sind die Gebeine mehrerer äthiopischer Herrscher aufgebahrt. Unter anderem finden sich hier die, teilweise mumifizierten Überreste, von Yekuno Amlak, David I., Zara Yaqob, Za Dengel, Fasilides und Bakaffa.

## Nachweise
1. ↑  R.E. Cheesman, "Lake Tana and Its Islands", Geographical Journal, 85 (1935), p. 496